# Rhetinantha pastorellii
Rhetinantha pastorellii là một loài thực vật có hoa trong họ Lan. Loài này được (D.E.Benn. & Christenson) M.A.Blanco mô tả khoa học đầu tiên năm 2007.